# 阿爾瓦東縣

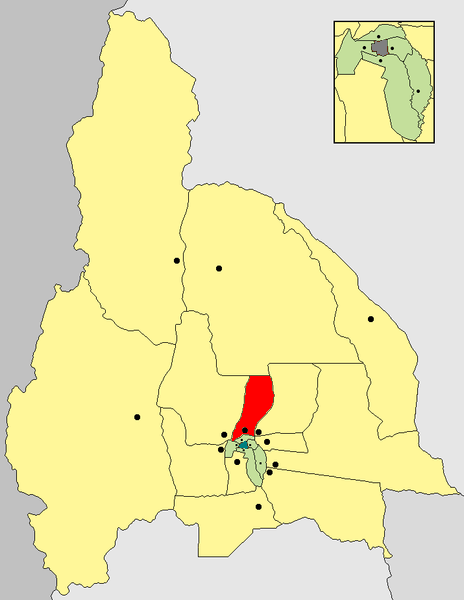

阿爾瓦東縣（西班牙語：Albardón）是阿根廷的縣份，位於該國西北部聖胡安省，首府設於聖馬丁將軍-坎波阿富埃拉，面積945平方公里，2010年人口23,848，人口密度每平方公里25.24人。
31°25′S 68°30′W / 31.417°S 68.500°W